# Fort Harrison
Fort Harrison est un ancien poste militaire de la United States Army établi en 1811 sur une rive de la Wabash, près de la ville actuelle de Terre Haute dans l'Indiana. Nommé en l'honneur du gouverneur du territoire de l'Indiana William Henry Harrison, il était destiné à protéger la ville de Vincennes, capitale du territoire, contre les attaques des Amérindiens alliés des Britanniques.
Au cours de la guerre anglo-américaine de 1812, le fort fut assiégé les 4 et 5 septembre 1812 par les Amérindiens lors de la bataille de Fort Harrison mais le capitaine Zachary Taylor parvint à repousser leur attaque.